# Universal 3D
Universal 3D (U3D) ist ein Dateiformat für 3D-Daten. Das Format wurde von der ECMA im August 2005 als ECMA-363 standardisiert. Das Ziel ist ein universeller Standard für dreidimensionale Daten aller Art, der einen herstellerübergreifenden Austausch ermöglicht. Als Standard vorgeschlagen wurde das Format vom 3D Industry Forum, in dem die folgenden Unternehmen Mitglied sind:
- 3Dsolve
- Actify
- ADL Co-Labs
- Adobe Inc.
- Anark
- ATI
- Boeing
- Maxon Computer GmbH
- Dassault Systèmes
- Discreet
- Siemens PLM Software
- Fraunhofer Institute
- Hewlett-Packard
- Intel
- Lattice
- Lego
- Mental Images
- Mercury Computer Systems Inc. (TGS)
- Microsoft
- Mindego
- NGRAIN
- Nvidia
- OpenHSF
- Oregon3D
- Parallel Graphics
- Parametric Technology Corporation
- RadTIME
- Realviz
- Right Hemisphere
- Science Applications International Corporation
- SGDL Systems
- SolidWorks
- Tech Soft America

Die Anwendungen Adobe Acrobat, Adobe Reader ab Version 7, Adobe Photoshop CS3, Adobe FrameMaker ab Version 8 und pdfLaTeX unterstützen U3D bereits.